# Wielerronde van Woensdrecht
De Wielerronde van Woensdrecht (ook wel Ronde van Woensdrecht Woensdrecht) is een wielerwedstrijd op de weg door het dorp Woensdrecht in de Nederlandse provincie Noord-Brabant. 
De wedstrijd wordt de laatste jaren verreden op een plaatselijke omloop van 2500 meter in het dorp Woensdrecht waarbij 50 maal de Rijzendeweg moet worden beklommen. Daarna wordt de Dorpsstraat afgedaald. 
De wedstrijd maakt de laatste jaren deel uit van de Brabantse Wal Wielerevents. In 2025 is dit klassement toe aan zijn 6e editie. Hierin zitten naast de Wielerronde van Woensdrecht ook de Wielerronde van Hoogerheide, de Wielerronde van Ossendrecht, de Wielerronde van Putte en de Wielerronde van Huijbergen. Over deze wedstrijden wordt een algemeen klassement opgemaakt.
De eerste wedstrijd vond plaats in 1955. In 1991 verscheen er een jubileumboek dat de eerste 35 edities beschreef. 